# Prix du Canada en sciences sociales
 (mars 2018).
Les Prix du Canada en sciences sociales (Canada Prize in the Social Sciences, en anglais) ont été remis annuellement par la Fédération des sciences humaines à partir de 2011 jusqu'en 2017 afin de récompenser les meilleurs livres en français et en anglais publiés dans le domaine des sciences sociales au Canada grâce au programme d'aide à l'édition savante. Ces prix étaient auparavant connus étaient connus sous les noms de  prix Jean-Charles-Falardeau, récompensant les ouvrages en français, et les Harold Adams Innis Prize, récompensant les ouvrages en anglais.
Ces prix en sciences sociales trouvent leurs pendants en sciences humaines, soit les prix du Canada en sciences humaines, nouveau nom des prix Raymond-Klibansky.
En 2017, la Fédération des sciences humaines a combiné les prix en sciences humaines et en sciences sociales en décernant deux prix, l'un en français et l’autre en anglais. À partir de 2017, ces prix portent le nom de Prix du Canada en sciences humaines et sociales (Canada Prize in Humanities and Social Sciences, en anglais).

## Lauréates et lauréats

### Ouvrages en français
- 2011 - Marion Froger, Le cinéma à l'épreuve de la communauté. Le cinéma francophone de l'Office national du film, 1960-1985 (Presses de l’Université de Montréal)
- 2012 - Michel Ducharme, Le concept de liberté au Canada à l’époque des Révolutions atlantiques, 1776-1838 (McGill-Queen's University Press)
- 2013 - Nicolas Vonarx, Le Vodou haïtien : Entre médecine, magie et religion (Presses de l’Université Laval)
- 2014 - Hugues Théorêt, Les chemises bleues : Adrien Arcand, journaliste antisémite canadien-français (Éditions du Septentrion)
- 2015 - Dominique Perron, L’Alberta autophage : identités, mythes et discours du pétrole dans l’Ouest canadien (University of Calgary Press)
- 2016 - Caroline Caron, Vues, mais non entendues. Les adolescentes québécoises et l'hypersexualisation (Presses de l’Université Laval)

### Ouvrages en anglais
- 2011 - Joy Parr, Sensing Changes: Technologies, Environments, and the Everyday, 1953-2003 (UBC Press)
- 2012 - Veronica Strong-Boag, Fostering Nation? Canada Confronts Its History of Childhood Disadvantage (Wilfrid Laurier University Press)
- 2013 - Reg Whitaker, Gregory S. Kealey et Andrew Parnaby, Secret Service: Political Policing in Canada from the Fenians to Fortress America (University of Toronto Press)
- 2014 - David E. Smith, Across the Aisle: Opposition in Canadian Politics (University of Toronto Press)
- 2015 - Michael Asch, On Being Here to Stay: Treaties and Aboriginal Rights in Canada (University of Toronto Press)
- 2016 - Nancy Turner, Ancient Pathways, Ancestral Knowledge: Ethnobotany and Ecological Wisdom of Indigenous Peoples of Northwestern North America. Volume 1 and Volume 2 (McGill-Queen’s University Press)